# K-mix Anchor Night
K-mix Anchor Night（ケイミックス・アンカーナイト）は、静岡エフエム放送（K-mix）で放送されていたラジオ番組である。

## 概要
『K-mix FOOO NIGHT ピンソバ』の前半部分に代わる生ワイド番組として、2021年4月1日（初回である当日は木曜日）に放送が開始された。
2023年（令和5年）3月20日放送回で同月末での番組終了が発表され、3月30日をもって番組が終了した。また、パーソナリティのユーコ・タケダは、本番組終了と同時にK-mixから離れることも併せて報告された。
Twitterでの公式ハッシュタグは「#アンカーナイト」。

## パーソナリティ
- ユーコ・タケダ

## タイムテーブル・コーナー
- 「今日のアンナイ」 - 19:10頃。放送日の最新ニュースなどを振り返る。
- 「音のアンナイ」 - 20:00頃。週ごとにテーマを設け楽曲を流す。
- 「歌詞のアンナイ」 - 20:20頃。歌詞にフォーカスして楽曲を取り上げる。